# Teenage Engineering
Teenage Engineering is een Zweeds elektronicabedrijf opgericht in 2005. Vanuit Stockholm ontwerpt en fabriceert het bedrijf synthesizers. Het hoofdproduct is de OP-1, een synthesizer, sampler en sequencer. Ondanks dat de OP-1 in een duurdere prijsklasse zit, maakt Teenage Engineering ook de goedkopere Pocket Operator serie in samenwerking met het Zweedse kledingbedrijf Cheap Monday. Naast synthesizers maakt Teenage Engineering ook de OD-11, een draadloze luidsprekerbox, en accessoires voor hun andere producten.
Teenage Engineering producten worden goed ontvangen vanwege hun esthetische waarde en functie.

## Geschiedenis
Teenage Engineering werd opgericht in 2005 door Jesper Kouthoofd en David Mollerstedt. Mollerstedt was eerder hoofd van de afdeling audio bij EA DICE. Teenage Engineering is gegroeid naar 17 medewerkers die vanuit een garage in Stockholm werken. Hun eerste product, de OP-1, werd geïntroduceerd op de NAMM Show in 2011 en kwam tot stand met invloeden van jaren 80 computers en Japanse synthesizers. De OP-1 is een synthesizer, sampler en sequencer met een 2-octaaf klavier en MIDI-interface. Het ontwerp is vergelijkbaar met de Casio VL-1, een goedkope synthesizer en rekenmachine uit 1980. De OP-1 kreeg enige kritiek op de kleine afmetingen en eenvoud, wat het apparaat doet voorkomen als speelgoed. Het mist ook aanslaggevoeligheid zodat expressie minimaal is. Algemeen gezien was de ontvangst positief te noemen, vanwege de krachtige synthesizer klankbron en het afwijkende formaat. Kort na de lancering van de OP-1 fabriceerde Teenage Engineering enkele accessoires waarmee de knoppen op het apparaat beïnvloed konden worden.
Na het succes van de OP-1, werkte Teenage Engineering verder aan de ontwikkeling van de OD-11, een draadloze luidspreker. Dit was een recreatie van een model uit 1974, ontworpen door Stig Carlsson en gebouwd door Sonab. Deze luidspreker was toentertijd erg populair in Zweden. De recreatie van Teenage Engineering werd goed ontvangen vanwege het minimalistische ontwerp en —trouw aan het origineel— het expansieve geluid. Deze nieuwe versie ondersteunt wifi en Bluetooth voor het draadloos afspelen van muziek. Het model kwam pas in 2014 op de markt. Teenage Engineering wilde het toenmalige doel van Carlsson behouden door een luidspreker te ontwerpen voor gebruik in een conventioneel huis, in tegenstelling tot een onrealistisch geluidloze omgeving.
Teenage Engineering begon in 2013 samen te werken met het Zweedse kledingbedrijf Cheap Monday om zo een breder publiek te bereiken. Ze kondigde de goedkope Pocket Operator (PO) serie aan in januari 2015. De serie bevat drie modellen:
- PO-12 rhythm, een drummachine
- PO-14 sub, een bassynthesizer
- PO-16 factory, een melodiesynthesizer

Elk model komt met een 16-stappen sequencer, is gericht op een lagere budgetmarkt, en gebouwd met een minimalistisch ontwerp.

## Prijzen en onderscheidingen

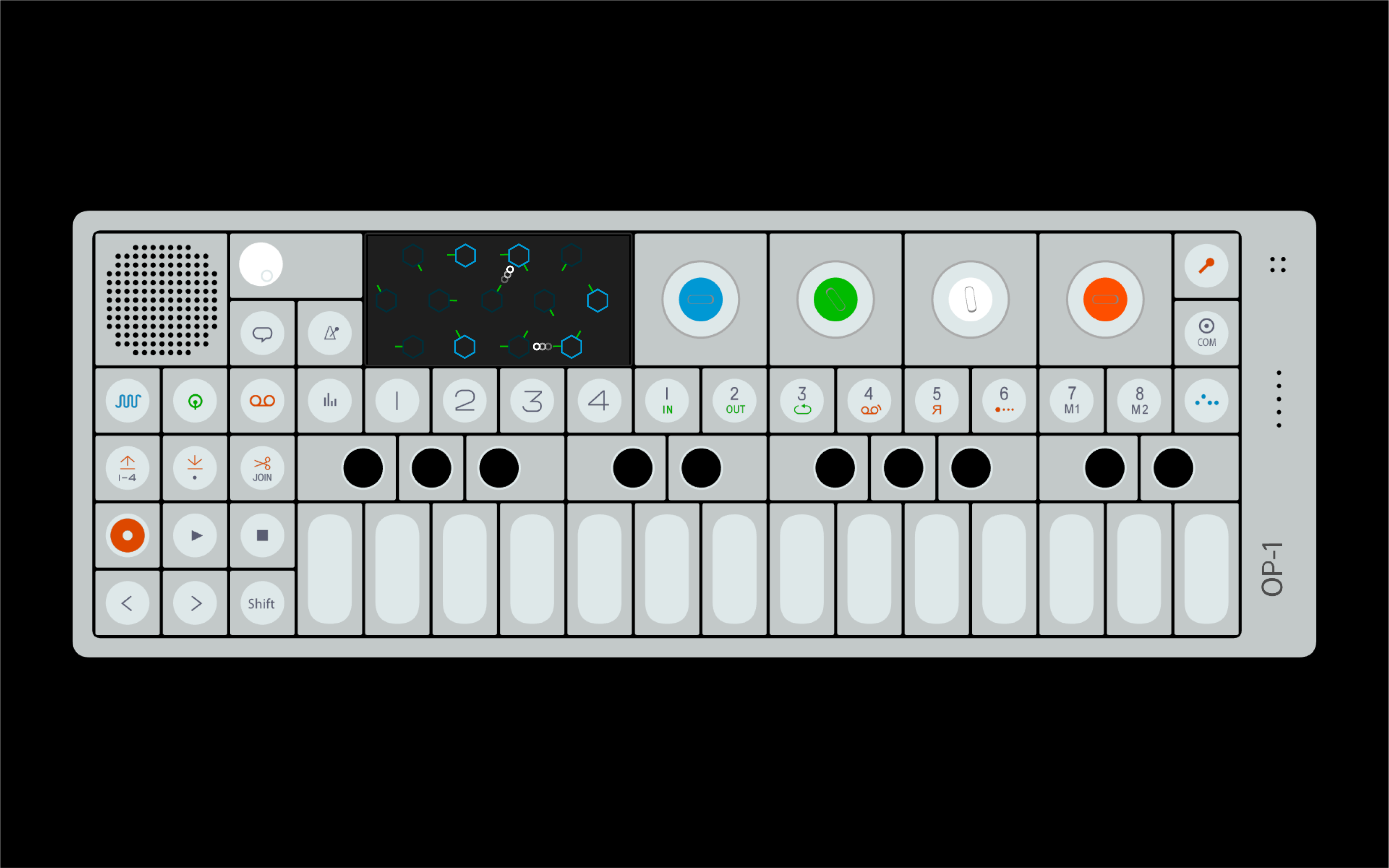
De OP-1 synthesizer

De OP-1 heeft prijzen gewonnen voor het ontwerp en geluidsbronnen. Teenage Engineering werd erkend voor het ontwerp en functionaliteit van zijn producten. De OP-1-synthesizer won de Sweden Design S Awards in 2012, waarbij de commissie de OP-1 beschreef als "Een technologisch product die door gebruik van slimme kleuren en mooie plaatjes erg toegankelijk en uitnodigend is. Muziek en machine in een".
In 2014 kreeg de OP-1 een tweede prijs in de Georgia Tech's Margaret Guthman Musical Instrument competitie.

## Muzikanten
Muzikanten die Teenage Engineering-producten gebruiken zijn Beck, Depeche Mode, Housemeister, en Damian Kulash van OK Go.

## Producten
- OP-1 (2011)
- Oplab (2012)
- OD-11 (2014; i.s.m. Stig Carlsson stichting)
- Pocket Operator-serie (2015; i.s.m. Cheap Monday)